# Laingsburg (Michigan)
Laingsburg – miasto w Stanach Zjednoczonych, w stanie Michigan, w hrabstwie Shiawassee.